# Atheloderma
Atheloderma is een geslacht van schimmels behorend tot de familie Rickenellaceae. De typesoort is Atheloderma mirabile.

## Soorten
Volgens Index Fungorum telt het geslacht twee soorten (peildatum april 2022):
| Soortnaam             | Auteur(s) | Publicatiejaar |
| --------------------- | --------- | -------------- |
| Atheloderma mirabile  | Parmasto  | 1968           |
| Atheloderma orientale | Parmasto  | 1968           |